# Malcolm Young
Malcolm Young, född den 6 januari 1953 i Glasgow i Skottland, död den 18 november 2017 i Elizabeth Bay i Sydney, var en australisk gitarrist som spelade i bandet AC/DC från 1973 till 2014. Han var äldre bror till Angus Young, sologitarrist i samma grupp.

## Biografi
Youngs första grupp hette Velvet Underground, dock ej att förväxla med Lou Reeds Velvet Underground. Young spelade på en kompgitarr av märket Gretsch Jet Firebird. Under Back in Black-turnén 1980–1981 använde han en White Falcon. Han hade också två signaturmodeller.
Young spelade sologitarr på låtarna "Can I Sit Next to You Girl" (Dave Evans-versionen), "You Ain't Got a Hold on Me", "Show Business", "Soul Stripper" och "Love Song". Young skrev samtliga låtar till AC/DC tillsammans med brodern Angus.
I april 2014 tog Young en paus från gruppen på grund av en då ospecificerad sjukdom, som sedan skulle visa sig vara demens. Samtidigt försäkrade man att man skulle fortsätta göra musik. Enligt sångaren Brian Johnson tänkte man, trots Youngs sjukdom, ändå försöka spela in nytt material. Hösten 2014 ersattes Young av sin brorson Stevie Young.
Efter turnén Black Ice World Tour visade sig Malcolm ha lungcancer. Denna kunde dock opereras och han blev frisk. Han hade också problem med hjärtat och använde pacemaker.